# Lvkv m/43
Luftvärnskanonvagn fm/43; (укр. Луфтвернсканонвагн фм/43, luftvärnskanonvagn försöks modell — протиповітряна гарматна машина тестова модель) — шведська зенітна самохідна установка. Розроблена компанією Landsverk AB (укр. Ландсверк) в 1943 році на подовженому шасі легкого танка Landsverk L-60, в 1947 році принята на озброєння шведської армії, під назвою Lvkv m/43.

## Історія

### Розробка
Створюючи зенітну самохідну установку Landsverk L-62 Anti II, призначену на експорт до Фінляндії, конструкторський відділ компанії «Ландсверк» незабаром отримав нове замовлення на аналогічну бойову машину, проте для шведської армії. Прикриття наземних сил від атак з повітря було вкрай важливим, тому діяти довелося дуже швидко.
Як база було вибрано шасі танка Strv m/42, проте з новою башнею, з відкритим верхом і круговим обертанням. У ній розмістили спарену установку з двох 40 мм зенітних гармат Bofors L60, кожна з яких володіла швидкострільністю 120 пострілів на хвилину і мала боєзапас 326 снарядів. Кути вертикального наведення складали від -6° до +88°. Ходову частину ЗСУ, як і корпус, довелося змінити, зменшивши їх по висоті. Товщина максимального бронювання була зменшена до 15 мм.

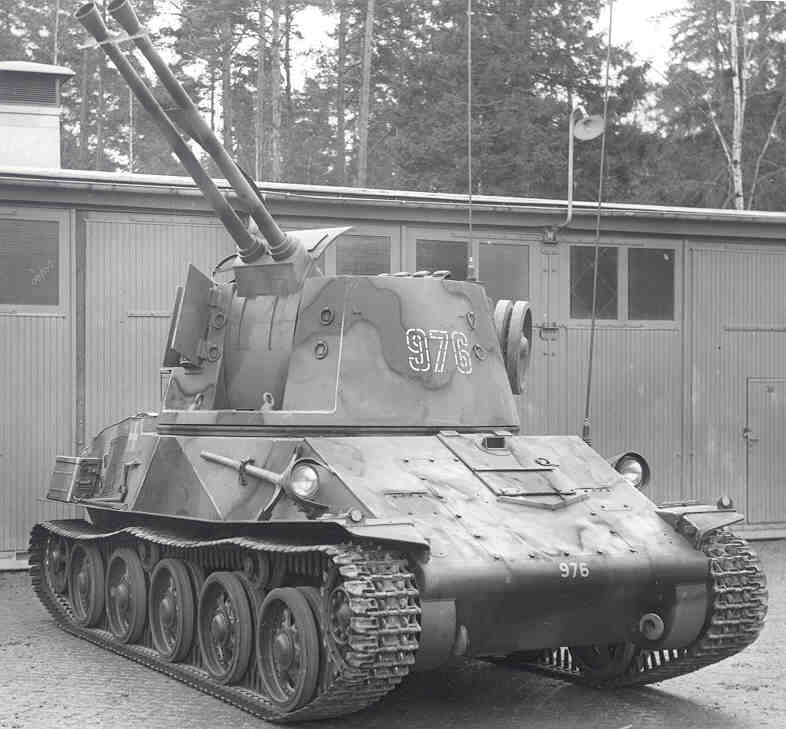

Хоча, замовлення на Lvkv m/43 було видано ще в 1943 році, випуск перших установок розпочали після закінчення війни. В 1947 році стало очевидно, що представлена техніка має серйозні проблеми. Траки були занадто вузькими для техніки значно важчої за Strv m/40K. Починаючи з 1948 року, випуск проводився на нових, більш широких траках.
В загальному, зенітна самохідна установка мало відрізнялася від серійного танка. В ній залишили двигун Scania-Vabis, потужністю 142 к.с., разом з трансмісією. Враховуючи, що маса Lvkv m/43 була на 7т більша, ніж у Landsverk L-60, максимальна швидкість не перевищувала 36 км / год. Запас ходу по шосе 150 км при ємності двох паливних баків на 200 і 50 літрів відповідно.
В 50-их рр. була виконана програма модернізації Lvkv m/43. Двигуни Scania-Vabis замінили на більш потужні — Maybach HL 120 TRM в 300 к.с., отримані з Німеччини після війни, що, в свою чергу, дозволило збільшити максимальну швидкість до 55 км / год. Також була встановлена рація Ra 400.
Попри інші невеликі зміни, установка ніколи не виглядала повністю задовільною.

### Експлуатація
Lvkv m/43 були надані танковим бригадам для захисту танків від ворожої авіації. По організаційній структурі у 1943 році, кожна бригада мала два взводи з трьох установок. Кожен взвод був призначений танковому батальйону. Закон 1949 року подвоїв число бригад, кожна з яких отримала один взвод з трьох Lvkv m/43. Ця кількість була занадто малою для захисту всієї бригади, тому було вирішено збільшити кількість ЗСУ до 275. Зважаючи на конструктивні проблеми та економічні зміни, даний проєкт ніколи не був реалізований.
Після реорганізації танкових бригад в 1963 році, Lvkv m/43 не включили в штатне озброєння і САУ були остаточно зняті з озброєння в 1969 році.